# Papyrus 79

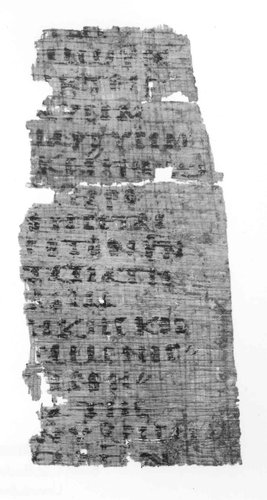
Papyrus 79 verso

Papyrus 79 (in de nummering van Gregory-Aland), of {\displaystyle {\mathfrak {P}}}79, is een handschrift op papyrus van Hebreeën 10:10-12, 28-30. Op grond van schrifttype wordt het gedateerd in de 7e eeuw.
De Griekse tekst van deze codex is een vertegenwoordiger van de Alexandrijnse tekst. Aland plaatst het in Categorie II.
Het handschrift wordt bewaard in het Staatliche Museen zu Berlin (Inv. no. 6774) in Berlijn.

## Plaatjes
- Leaf from {\displaystyle {\mathfrak {P}}}79 verso
- Leaf from {\displaystyle {\mathfrak {P}}}79 reverso